# Голодьківська сільська рада (Тетіївський район)
| Голодьківська сільська рада — колишній орган місцевого самоврядування у Тетіївському районі Київської області з адміністративним центром у с. Голодьки. Історична дата утворення: в 1919 році. Сільській раді були підпорядковані населені пункти: - с. Голодьки |

## Склад ради
Рада складалася з 14 депутатів та голови.

### Керівний склад ради
| ПІБ                         | Основні відомості                                                         | Дата обрання | Дата звільнення |
| --------------------------- | ------------------------------------------------------------------------- | ------------ | --------------- |
| Франчук Володимир Тарасович | Сільський голова, 1962 року народження, освіта, безпартійний              | 26.03.2006   | 31.10.2010      |
| Франчук Володимир Тарасович | Сільський голова, 1962 року народження, освіта вища, член Партії регіонів | 31.10.2010   |                 |

Примітка: таблиця складена за даними джерела